# Miljacka
El Miljacka es un río en Bosnia y Herzegovina que pasa por su capital, Sarajevo. Es famoso por ser "el río de Sarajevo", y suele ser identificado de inmediato con la propia ciudad. 
Este río es un afluente del Bosna, y nace junto a la ciudad de Pale, varios kilómetros al este de Sarajevo. Fluye, por lo tanto, de este a oeste, a lo largo de 35,9 km.
El Miljacka es conocido por su peculiar olor y las aguas marrones, aunque en los últimos años se han llevado a cabo programas para su limpieza. Varios puentes famosos lo cruzan, entre ellos el diseñado por Gustave Eiffel, constructor de la Torre Eiffel, y el Puente Latino, donde fue asesinado el Archiduque Francisco Fernando de Austria en 1914, hecho que provocaría la Primera Guerra Mundial.